# Gran Turismo (datorspel)
Gran Turismo är ett bilspel från Japan till Playstation utvecklat av Polyphony Digital (Kazunori Yamauchi) och Sony Computer Entertainment. Spelet släpptes först i Japan i december 1997 och lanserades globalt i maj 1998. Gran Turismo var det första spelet i en spelserie med samma namn. Spelet innehåller många olika bilmodeller, och man kan köra med 140 olika bilar på 11 olika banor.